# Aldozna 1-epimeraza
Aldozna 1-epimeraza (EC 5.1.3.3, mutarotaza, aldozna mutarotaza, galaktozna mutarotaza, galaktozna 1-epimeraza, D-galaktozna 1-epimeraza) je enzim sa sistematskim imenom aldoza 1-epimeraza. Ovaj enzim katalizuje sledeću hemijsku reakciju
alfa--glukoza {\displaystyle \rightleftharpoons } beta-D-glukoza
Ovaj enzim takođe deluje na L-arabinozu, D-ksiloza, D-galaktozu, maltozu i laktozu.

## Literatura
- Nicholas C. Price; Lewis Stevens (1999). Fundamentals of Enzymology: The Cell and Molecular Biology of Catalytic Proteins (Third изд.). USA: Oxford University Press. ISBN 019850229X.
- Eric J. Toone (2006). Advances in Enzymology and Related Areas of Molecular Biology, Protein Evolution (Volume 75 изд.). Wiley-Interscience. ISBN 0471205036.
- Branden C; Tooze J. Introduction to Protein Structure. New York, NY: Garland Publishing. ISBN 0-8153-2305-0.
- Irwin H. Segel. Enzyme Kinetics: Behavior and Analysis of Rapid Equilibrium and Steady-State Enzyme Systems (Book 44 изд.). Wiley Classics Library. ISBN 0471303097.

## Spoljašnje veze
- Aldose+1-epimerase на 